# 킹 파워
킹 파워(태국어: คิง เพาเวอร์, 영어: King Power)는 태국의 면세점 및 호텔 기업이다. 위차이 시와타나쁘라파가 2018년 10월에 사망할 때까지 회장 겸 CEO를 역임하였다. 위차이가 사망한 후 아들 아이야봐트 시와타나쁘라파가 CEO 겸 회장이 되었다. 킹 파워의 캐시 카우는 정부가 승인한 독점으로 운영되는 면세 사업이다.